# NGC 7325
NGC 7325 je dvostruka zvijezda u zviježđu Pegazu. 

## Vanjske poveznice
- (engl.) SEDS: NGC 7325
- (engl.) Hartmut Frommert: Revidirani Novi opći katalog
- (engl.) Izvangalaktička baza podataka NASA-e i IPAC-a
- (engl.) Astronomska baza podataka SIMBAD
- (engl.) VizieR
- DSS-ova slika NGC 7325
- (engl.) Auke Slotegraaf: NGC 7325 Deep Sky Observer's Companion
- (engl.) Courtney Seligman: Objekti Novog općeg kataloga: NGC 7300 - 7349